# Mimmo Calopresti
Mimmo Calopresti (Polistena, 4 de janeiro de 1955) é um cineasta, roteirista, produtor cinematográfico e ator italiano.